# 厉麟似
厉麟似（1896年—1970年），名家祥，男，浙江杭州人，中国教育家、学者，中国近现代教育界代表人物之一。厉麟似是清代文学家厉鹗之后，晚清篆刻家厉良玉之子，中国资深外交官厉声教之父。

## 生平
厉麟似1915年毕业于上海同济大学语言科，后赴日本、德国游学十三载，先后毕业于日本上智大学、德国耶拿大学和德国海德堡大学。学成归国后，厉麟似先后在南京国民政府教育部和考试院任职，同时兼任“世界文化合作中国协会筹备委员会”委员（该委员会由时任教育部部长朱家骅召集组建，同时担任该委员会委员的还有戴季陶、王世杰、陈立夫、蔡元培、林语堂、罗家伦等），并先后担任国立中央大学、大夏大学、暨南大学和上海外国语大学教授，教授德语、教育学、政治学、国际法及法理学。厉麟似于1998年被《浙江古今人物大辞典》作为近现代教育界的代表人物之一收录。厉麟似通晓多国语言，除精通德语和日语外，还通晓英语、法语和俄语。

## 家族
清代诗人厉鹗之后。
父厉良玉，晚清篆刻家；厉麟似为季子。长兄厉绥之，中国近现代名医。仲兄厉尔康，民国高级将领。
长子厉声教，中国资深外交官、双语作家。
厉麟似同时也是徐志摩和郁达夫中学时期的同班挚友。